# Epizoanthus univittatus
Epizoanthus univittatus is een Zoanthideasoort uit de familie van de Epizoanthidae. De wetenschappelijke naam van de soort is voor het eerst geldig gepubliceerd in 1860 door Lorenz.